# ㅞ
ㅞ (reviderad romanisering: we, hangul: 웨) är en av elva diftonger i det koreanska alfabetet. Det är en kombination av ㅜ, ㅓ och ㅣ.